# Улица 9. бригаде (Ниш)
Улица 9. бригаде се налази у ширем центру града Ниша. Почиње од раскрснице са улицама Војводе Мишића, Ратка Вукићевића и Јосифа Панчића. Дуга је око 600 м и протеже се до зграде Електро дистрибуције, где се улива у Булевар др Зорана Ђинђића.
Иако мала, улица је прилично прометна, јер се у њој налази више угоститељских објеката на левој страни и спортско-рекреативних објеката на десној. До 2010. године била је двосмерна целом дужином, а те године потез дуж ових објеката је регулисан за саобраћај само у једном смеру.

## Име улице
Улица је названа у знак сећања на 9. бригаду Народноослободилачке војске Југославије, формиране 11. марта 1944. у Јабланици од три батаљона Зајечарског одреда и Озренског (нишког) батаљона. Према прикупљеним подацима, 4.959 бораца ратовало је у саставу бригаде, а 825 бораца бригаде погинуло је у борбама. Указом Председника ФНРЈ од 22. децембра 1961. одликована је Орденом заслуга за народ са златном звездом.

## Улицом 9. бригаде

### Лева страна улице
Дуж леве стране Улице 9. батаљона налази се низ од 10-ак угоститељских објеката - кафића и ресторана, по којима је ова улица позната у целом граду. Иако широк, тротоар на овој страни је заузет баштама ових ресторана, па је кретање пешака отежано. Ови кафићи су популарни међу Нишлијама, нарочито током лета када су баште пуне посетилаца.

### Десна страна улице
Са десне стране улице налази се парк Чаир, Дечији културни центар и Хала Чаир у продужетку, иза које се налази и истоимени фудбалски стадион. Била је двосмерна све до 2010, када је постала једносмерна на потезу од од Дечијег културног центра до хале Чаир. Улица је, посебно лети, веома прометна због многобројних кафића, али и током различитих спортских и других манифестација у хали Чаир.

#### Парк Чаир
Парк Чаир је највећи градски парк у Нишу. Обзиром да се на ободу парка налази Спортски центар Чаир и истоимени стадион, а у самом парку Дечији културни центар може се рећи да представља спортско, али и културно стециште града. Веома је простран, а оријентационо се може рећи да се налази између улица 9. бригаде и Ратка Вукићевића. Ово је један од најпопуларнијих паркова у Нишу међу грађанима свих генерација. Пружа различите садржаје за рекреацију, игру деце, шетњу кућних љубимаца и друге активности током целе године. У њему се повремено одржавају и концерти.

#### Дечији културни центар Ниш, 9. бригаде 10
У самом парку налази се зграда Дечијег културног центра Ниш. Центар окупља децу и младе узраста од 3 до 21 године кроз многобројне секције и програме. Стручни сарадници децу и младе упознају са садржајима који подстичу машту, креативност и радозналост. У Центру се организују бројне интерактивне радионице, приредбе и представе у којима учествују деца.

#### Спортски центар Чаир
Спортски центар Чаир нуди могућности за бројне спортске активности и догађаје. Обухвата Халу Чаир, истоимени базен и фудбалски стадион. Током зиме у балону затвореног типа се организује клизање на леду.